# Viharban
A Viharban 1966-ban bemutatott fekete–fehér, magyar televíziós film, amely Sarkadi Imre azonos című regénye alapján készült. A forgatókönyvet Benedek Katalin írta, a filmet Mihályfi Imre rendezte, a zenéjét Tamássy Zdenko szerezte, az operatőre Zsombolyai János volt, a főszerepekben Tímár Éva, Bujtor István, Margitai Ági, Somogyvári Rudolf, Soós Lajos és Bagyinszky János láthatóak. 
Magyarországon 1966-ban vetítették le a Magyar Televízióban. Lengyelországban 'Kobieta w burzy' címmel mutatták be 1975. április 4-én, 21:40-23:00 között a TVP2 csatornán (a hazánk felszabadulásának 30. évfordulójára szerkesztett 3 napos televíziós műsorfolyamuk utolsó programjaként).

## Cselekmény
Tihanyban sétál egy négytagú társaság s a vihar közeledtével a vitorlásukhoz rohannak, hogy biztonságban visszaérjenek a kikötőbe. A vízen egy felborult csónakot pillantanak meg. Egy házaspárt mentenek ki, és az asszonyba beleszeret Sándor, a vitorlás kapitánya.

## Szereplők
| Szereplő | Színész(nő)       |
| -------- | ----------------- |
| Teri     | Tímár Éva         |
| Sándor   | Bujtor István     |
| Klári    | Margitai Ági      |
| Perényi  | Somogyvári Rudolf |
| Jóska    | Soós Lajos        |
| Rendőr   | Bagyinszky János  |